# LOC100132287
LOC100132287‏ (None) هوَ بروتين يُشَفر بواسطة جين LOC100132287 في الإنسان.